# Kémlia
Kémlia (en rus: Кемля) és un poble de la República de Mordòvia, a Rússia, segons el cens del 2017 tenia 4.571 habitants, és la seu administrativa del districte d'Itxalkovski.